# Hamina
Hamina [ˈhɑminɑ] (schwedisch Fredrikshamn [freːdriksˈhamn], Friedrichsham) ist eine südostfinnische Hafenstadt am Finnischen Meerbusen, 150 km östlich von Helsinki.

## Geschichte

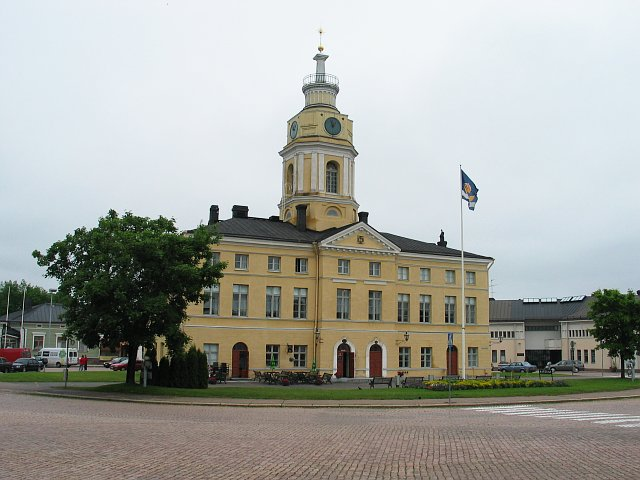
Rathaus

Im Jahre 1653 wurde an der Stelle des heutigen Hamina an der alten Königsstraße die Renaissance-Stadt Vehkalahden Uusikaupunki (Veckelax Nystad) angelegt. Das fächerförmige Straßennetz ging von einem achteckigen Platz aus, auf dem heute das Rathaus steht. Als 1721 im Großen Nordischen Krieg Wyborg an Russland fiel, begann die schwedische Schutzmacht, Vehkalahti in eine Festung umzuwandeln. Um einer schwedischen Festung würdig zu sein, wurde sie von König Fredrik I. kurzerhand in Frederikshamn umbenannt. Die Bauern und Fischer der Region kürzten den Namen fortan auf Hamina, was ihnen einfacher erschien. 1742 musste Schweden jedoch von Russland eroberte Ostgebiete mit dem umbenannten Ort an Russland abtreten. Neue Grenzstadt wurde Loviisa. 1809 wurde in Hamina der Vertrag von Hamina (auch: Vertrag von Fredrikshamn) unterzeichnet. Damit wurden die Ostgebiete, darunter auch Hamina, wieder mit dem übrigen Finnland vereint.

## Sehenswürdigkeiten

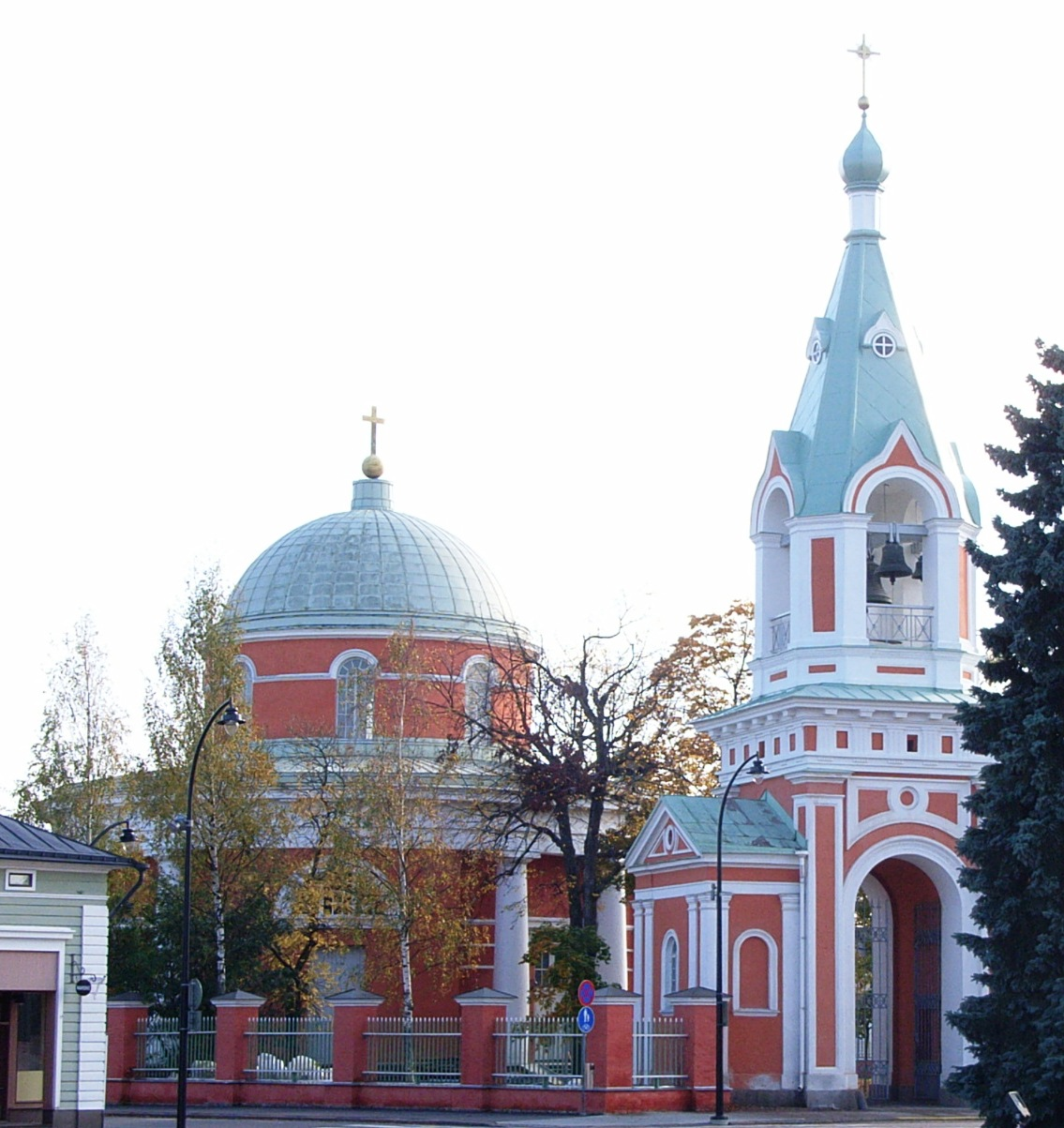
Orthodoxe St.-Peter-und-Paul-Kirche

Hamina zählt zu den schönsten Städten Südfinnlands. Im Stadtkern befindet sich das ursprünglich von 1797 stammende Rathaus. Nach einem Brand im Jahr 1840 wurde es von Carl Ludwig Engel im klassizistischen Stil renoviert und mit einem Turm versehen.
Die Marienkirche ist eine Steinkirche aus dem 15. Jahrhundert. Sie erhielt bei Renovierungsarbeiten 1820 eine neoklassizistische Fassade, ebenfalls entworfen von Carl Ludwig Engel. Die Kirche ist das älteste Gebäude der Region Kymenlaakso. Der Kirche angeschlossen ist ein Kirchenmuseum.
Die orthodoxe Kirche „Peter und Paul“ hat eine markante Kuppel und ist einem Rundtempel nachgebaut worden. Die Kirche wurde ursprünglich zwischen 1832 und 1837 als Garnisonskirche für russische Soldaten gebaut.

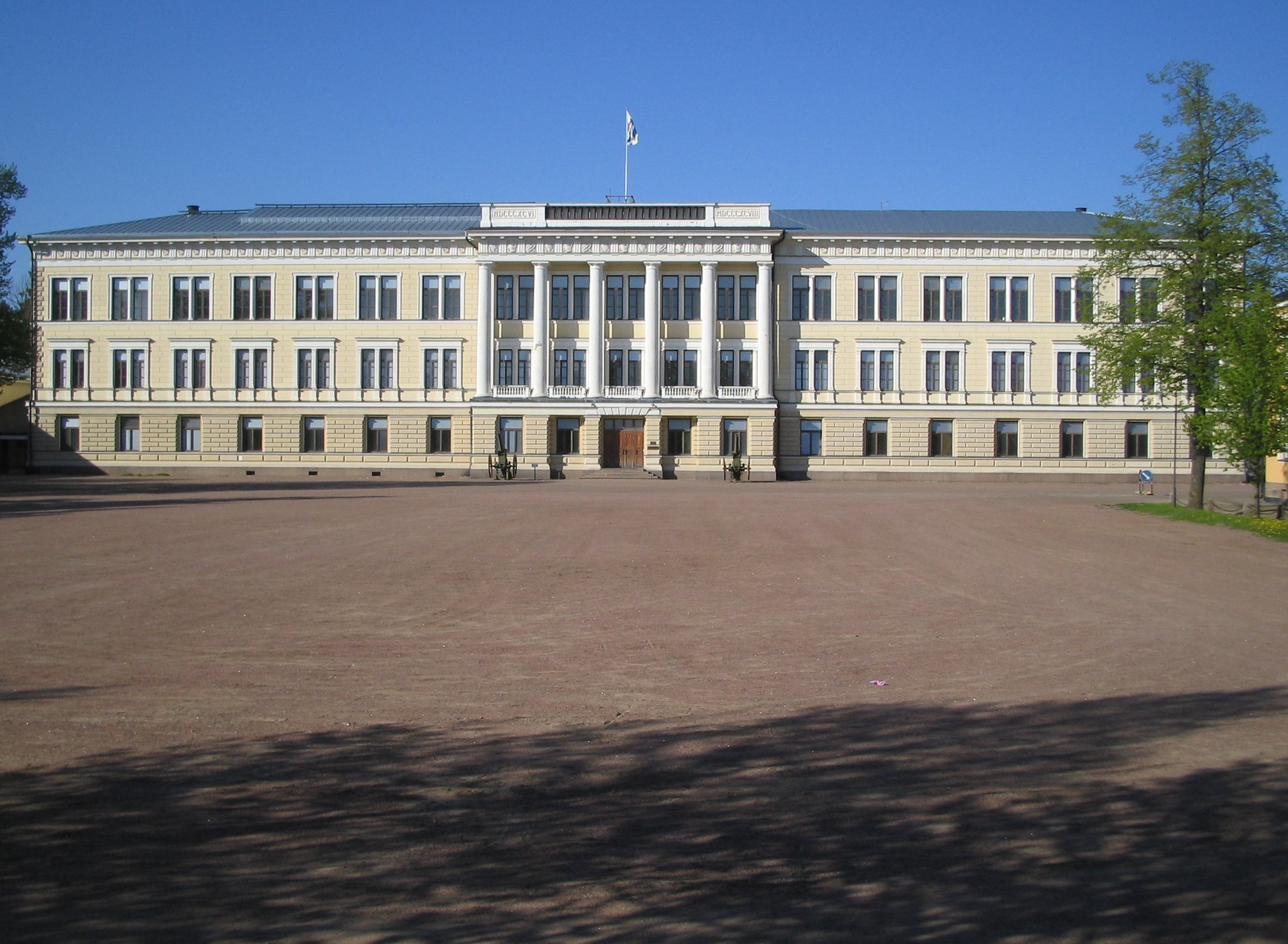
Reserveoffiziersschule

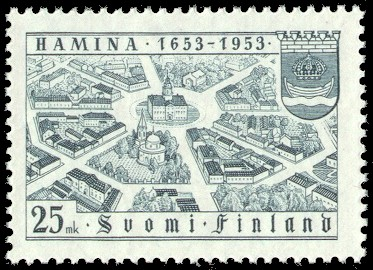
Finnische Briefmarke von 1953 zur 300-Jahr-Feier der Stadt

Die Johanniskirche gegenüber dem Rathaus stammt von Carl Ludwig Engel und wurde im Jahre 1843 erbaut. Die Kirche hat die Form eines griechischen Tempels. Vor dem Bau der Kirche stand hier das Gebäude mit der Wohnung des Festungskommanden. Hier wurde 1809 der Vertrag von Hamina unterzeichnet. Ein Gedenkstein neben der Kirche erinnert daran.
Hamina ist der Standort der finnischen Reserveoffiziersschule. Sie ist in einem prächtigen Gebäude aus dem Jahre 1898 untergebracht.
Die Zentralbastion, oder Hamina Bastion, wurde von 1803 bis 1811 gebaut. Die 58 Räume wurden als bombensichere Lager angelegt. Heute wird die Bastion als Veranstaltungsort und für touristische Zwecke genutzt. Das Militärmusikfestival „Hamina Tattoo“ findet hier alle zwei Jahre statt. Außer der Zentralbastion gibt es noch die Bastion Hamina, Bastion Savonlinna, Bastion Hämeenlinna und die Bastion Lappeenranta.
2009 kaufte Google Inc. eine ehemalige Papierfabrik und errichtete darin ein Datencenter.

## Verkehr
Hamina liegt an der E 18. Der Hafen hat sich auf Holzprodukte und den Handel mit Russland spezialisiert.

## Demografie
Entwicklung der Einwohnerzahl (Stand: 31. Dezember):
- 1990 – 22.589
- 2000 – 21.847
- 2002 – 21.720
- 2004 – 21.887

## Söhne und Töchter der Stadt
- Christian von Steven (1781–1863), russischer Botaniker und Entomologe
- Wassili Kreitan (1832–1896), russischer Bildhauer
- Axel Bonsdorff (1839–1919), russischer Offizier und Topograf
- Harry Wahl (1869–1940), Segler, Silbermedaillengewinner bei den  Olympischen Spielen 1912
- Magnus Enckell (1870–1925), Maler
- Hugo Simberg (1873–1917), Maler
- Carl-Johan Sundström (1902–1959), Politiker und Botschafter
- Simo Häyhä (1905–2002), Scharfschütze im Zweiten Weltkrieg
- Veikko Lommi (1917–1989), Ruderer
- Oiva Lommi (1922–2000), Ruderer
- Marjatta Kajosmaa (* 1938), Skilangläuferin
- Tapio Korjus (* 1961), Olympiasieger im Speerwurf
- Ilkka Heiskanen (* 1962), Schauspieler
- Tero Föhr (* 1980), Orientierungsläufer